# Séligné
Séligné település Franciaországban, Deux-Sèvres megyében. Lakosainak száma 112 fő (2022. január 1.). Séligné Brieuil-sur-Chizé, Brioux-sur-Boutonne, Secondigné-sur-Belle, Vernoux-sur-Boutonne és Villefollet községekkel határos.

## Népesség
A település népessége az elmúlt években az alábbi módon változott:
| Lakosok száma | 118  | 115  | 115  | 117  | 116  | 117  | 114  | 112  |
|               | 2013 | 2015 | 2017 | 2018 | 2019 | 2020 | 2021 | 2022 |